# Конча, Малакиас
Малакиас Ко́нча Орти́с (исп. Malaquías Concha Ortíz; 5 апреля 1859 — 5 августа 1921) — чилийский писатель, юрист, общественный и политический деятель. В качестве основателя Демократической партии одним из первых поднимал проблемы рабочего класса и организовывал массовые выступления трудящихся в защиту их экономических и политических прав.

## Биография
Ее родителями были Раймундо Конча Родригес и Хуана Мария Ортис Лобос. Он учился в Colegio del Padre Concha и Liceo de Talca. Затем он перебрался в Сантьяго изучать право в Чилийском университете, который окончил в 1881 году. 24 декабря 1880 года он получил диплом юриста.
Его участие в политической жизни началось ещё в студенческие годы. Когда ему было 22 года, он основал свою юридическую практику и приобрёл известность своей защитой интересов людей без финансовых средств.
Он вступил в Радикальную партию, но отделился от неё в 1887 году, чтобы создать более левую Демократическую партию. В ней он продвигал треования демократизации политической жизни посредством всеобщего избирательного права, а также светского и бесплатного образования. Его последователями были преимущественно рабочие и ремесленники, которые под его покровительством продвигали социальный вопрос.
В апреле 1888 года он был арестован вместе с другими лидерами Демократической партии за предполагаемое подстрекательство к поджогу гужевых трамваев Сантьяго в ходе забастовки против повышения стоимости проезда во втором классе. После 43 дней заключения он был оправдан и освобождён.
Он поддерживал президента Хосе Мануэля Бальмаседу во время гражданской войны в Чили в 1891 году. После поражения сторонников президента он был осуждён и находился в заключении с 1891 по 1893 год по обвинению в заговоре. После обретения свободы ему пришлось скрываться от частых нападений противников.
В 1896 году его Демократическая партия присоединилась к Либеральному альянсу, а сам затем избирался депутатом от Консепсьона, Талькауано, Лаутаро и Коэлему (1900—1912), Консепсьона (1912—1915) и Темуко, Нуэва-Империаля и Льяймы (1915—1918). В 1915 году он был назначен министром промышленности и общественных работ в правительстве Хуана Луиса Санфуэнтеса. В 1918 году он был избран сенатором от Консепсьона.
Он был автором многих политических произведений. В период с 1893 по 1896 год он вёл обширную журналистскую деятельность и написал, среди других текстов, «Программу демократии» (Programa de la Democracia), которая стала не только программным документом Демократические партии, но и знаменем чилийского рабочего движения. В ней он изложил демократические и либеральные идеи с сильным уклоном. Так, одним из её источников являлся «апостол и мученик демократии в Чили» Франсиско Бильбао, памяти которого и посвящена книга.
Его «Букварь по гражданскому образованию» (Cartilla de Educación Cívica) стал обязательным учебником в начальных школах страны. Он также написал «Трактат по экспериментальной политической экономии» (Tratado de Economía Política Experimental) и брошюру «Экономическая борьба» (1900), в которой дал анализ экономического положения рабочего класса Чили.